# Chapitre d'Anderlecht
Pour les articles homonymes, voir Anderlecht (homonymie).

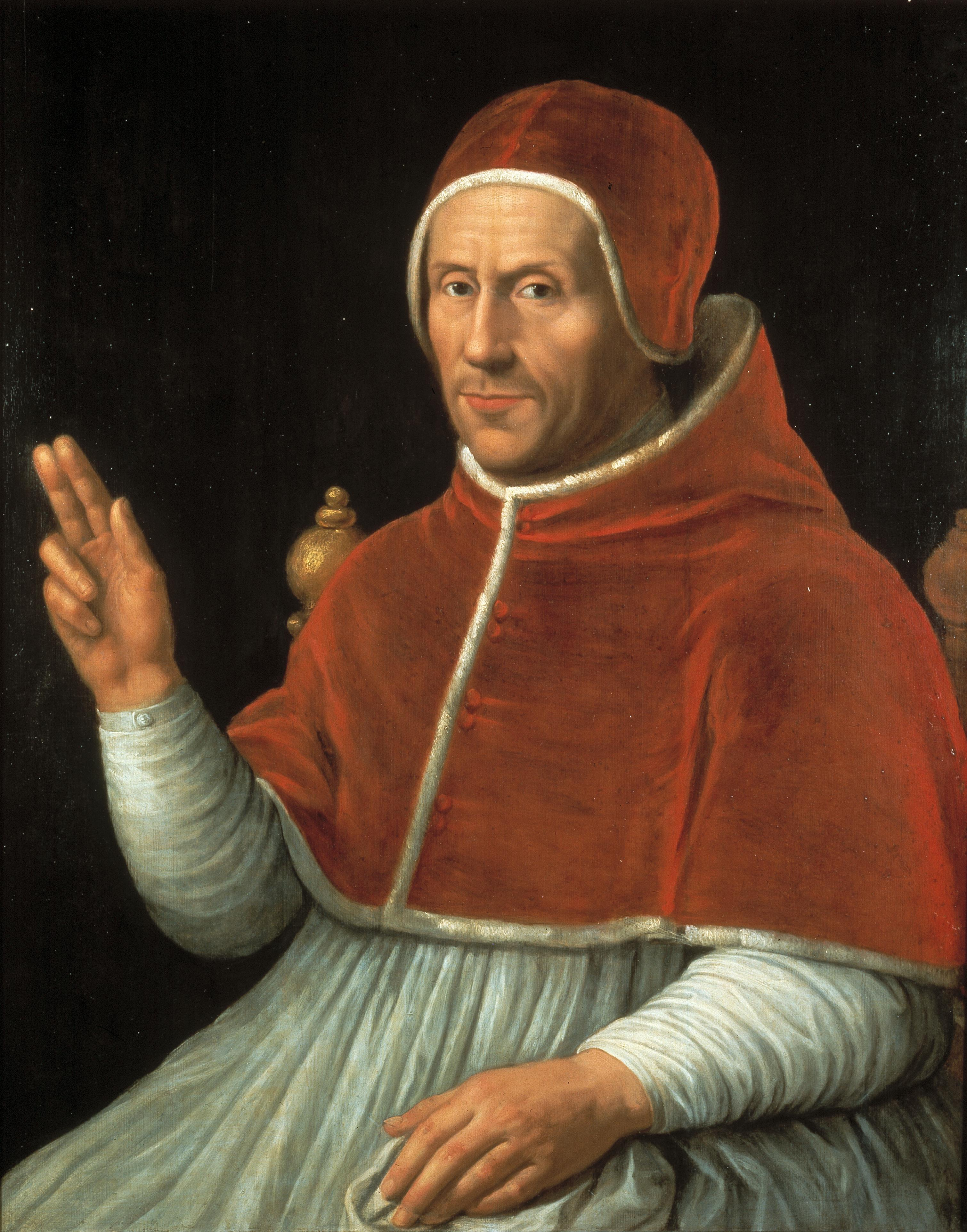
Un célèbre chanoine d'Anderlecht, le pape Adrien VI.

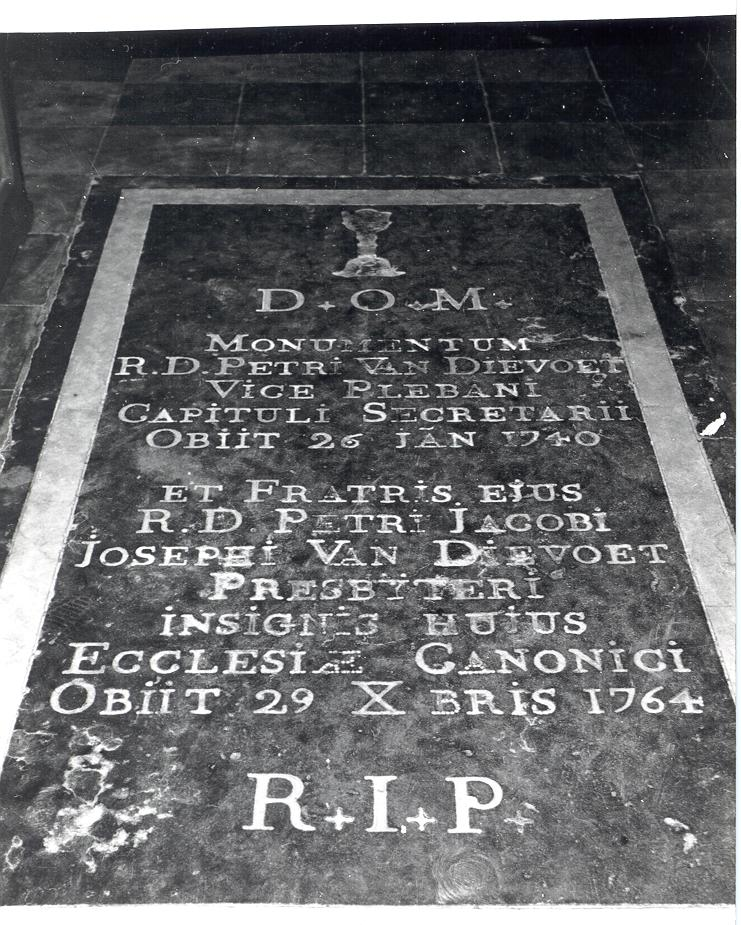
Tombe dans la Collégiale des Saints-Pierre-et-Guidon à Anderlecht, de Pierre van Dievoet (1697-1740), vice-pléban et secrétaire du chapitre d'Anderlecht et de son frère le chanoine Pierre-Jacques-Joseph van Dievoet (1706-1764).

Le chapitre d'Anderlecht est un chapitre de chanoines créé en 1046 en l'église Saint-Pierre à Anderlecht par Renelde d'Aa, appartenant à une importante famille seigneuriale.
Ce chapitre, qui groupait à Anderlecht des personnalités éminentes et des érudits, joua un rôle culturel et religieux durant huit siècles.

## Prébendes
Le chapitre d'Anderlecht comprenait dix-huit prébendes, parmi lesquelles certaines étaient conférées par la famille d'Aa, d'autres par le Souverain. Trois prébendes étaient attribuées par la ville de Bruxelles, tour à tour à un membre des Lignages de Bruxelles ou des Nations de Bruxelles.

## Liste des chanoines
Lorsqu'un chanoine a reçu une prébende du Souverain, de la Maison d'Aa, ou en tant que membre des Lignages de Bruxelles, nous l'indiquons.
- Jean Cooreman, chanoine en 1413. Clerc de Jean de Stalle (doyen de Hal), curé à l'église Saint-Servais de Schaerbeek jusqu'en 1413, date à laquelle il devient chanoine de la collégiale Saints-Pierre-et-Guidon d'Anderlecht. En 1418, il est à cathédrale Saints-Michel-et-Gudule de Bruxelles, comme pléban d'abord puis comme doyen à partir de 1422. Il est connu pour avoir ramené Éverard t'Serclaes à Bruxelles après son agression le 26 mars 1388.
- Adrien Florent ou Adriaan Floriszoon, futur pape Adrien VI.
- Pierre Wichman, ami d'Érasme.
- Jean-Baptiste de Vaddere, historien.
- Jean-François Foppens, historien et bibliographe, auteur de la Bibliotheca Belgica.
- M. J. van Velde, doyen
- P. X. Foppens, chantre
- C. Dux
- H. G. de Colins
- J. Verheyleweghem
- L. Tavares
- C. J. Renard
- J. I. van Milanen
- R. Edmond Henrion
- J. C. de Spenraey
- F. J.Lyon
- F. F. Saverneel
- J. H. du Jardin
- Pierre-Jacques-Joseph van Dievoet (1706-1764), chanoine et trésorier
- Pierre van Dievoet (1697-1740), frère du précédent, vice-pléban et secrétaire du chapitre
- C. S. Jaerens, Ecolâtre
- C. Lecmens
- F. J. de Beeckman
- Tobie t'Serstevens (1721-1771)